# Rigard van Klooster

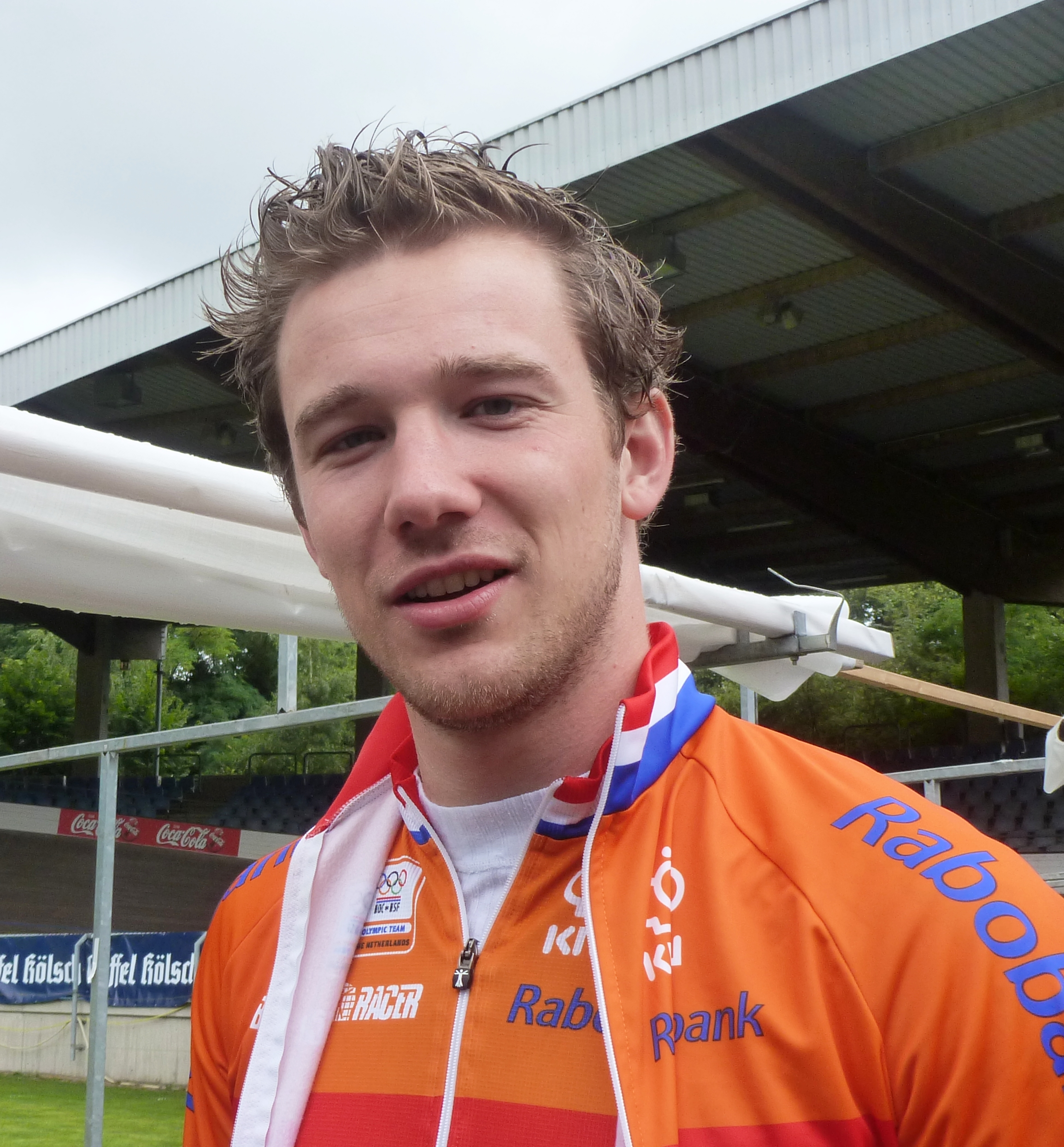
Rigard van Klooster 2012

Rigardus Antonius "Rigard" van Klooster (Linschoten, 6 april 1989) is een Nederlandse voormalige langebaanschaatser en sinds 2011 baanwielrenner.

## Carrière
Van Klooster schaatste vanaf seizoen 2007/2008 bij het Gewest Noord-Holland/Utrecht en liep ondertussen stage bij het APPM-team vanaf het seizoen 2008/2009. Op het NK Allround 2010 werd hij zeventiende na op drie afstanden vijftiende te zijn geworden en in 2011 werd hij 22e. Op de NK Afstanden deed hij in 2010 mee aan de 1500 meter en in 2011 aan de 500 meter, waar hij in de achterhoede eindigde.
In 2011 stapte Van Klooster over op het baanwielrennen. In zijn eerste seizoen (2011-2012) werd hij Nederlands kampioen sprint bij het NK Amateurs. Later werd hij bij het NK baanwielrennen 4e op de 1km-tijdrit bij de elite.

## Prestaties

### Schaatsen
- Beste resultaten in juniorentijd
  -  European Junior Games
  -  Vikingrace
  -  Interland (Ned-Dui-Nor-Zwe-Fin)
  -  NK Junioren
- 2010
  - 24e NK afstanden, 1500 meter
  - 17e NK allround (500 m: 15e, 1500 m: 15e, 5000 m: 15e)
  - 6e Gruno Bokaal
  - 6e NK afstanden 10.000 m (neo-senioren)
- 2011
  - 17e NK afstanden, 500 meter
  - 22e NK allround (500 m: 6e, 1500 m: 24e, 5000 m: 21e)
  -  Dutch Classics

### Baanwielrennen
- 2012
  -  NK Amateurs, sprint
  - 4e NK baanwielrennen, 1km-tijdrit
  - 7e NK baanwielrennen, keirin
  - 7e NK baanwielrennen, sprint

## Persoonlijke records
Schaatsen
| Afstand      | Tijd     | Datum           | Baan       |
| ------------ | -------- | --------------- | ---------- |
| 500 meter    | 36,51    | 19 maart 2011   | Calgary    |
| 1000 meter   | 1.11,28  | 19 maart 2011   | Calgary    |
| 1500 meter   | 1.48,72  | 16 maart 2011   | Calgary    |
| 3000 meter   | 3.56,56  | 15 maart 2011   | Calgary    |
| 5000 meter   | 6.47,47  | 25 oktober 2009 | Heerenveen |
| 10.000 meter | 14.30,72 | 21 maart 2010   | Hoorn      |

Baanwielrennen
| Discipline       | Tijd     | Datum       | Baan           |
| ---------------- | -------- | ----------- | -------------- |
| Sprint (200 m)   | 10,340   | 12 mei 2012 | Frankfurt/Oder |
| Tijdrit (1000 m) | 1.05,114 | 13 mei 2012 | Frankfurt/Oder |